# Adriaan Kousemaker
Adriaan Kousemaker (Hansweert, 7 september 1909 – Goes, 1 december 1984) was een Nederlands componist, muziekpedagoog, dirigent, organist en muziekuitgever.

## Levensloop

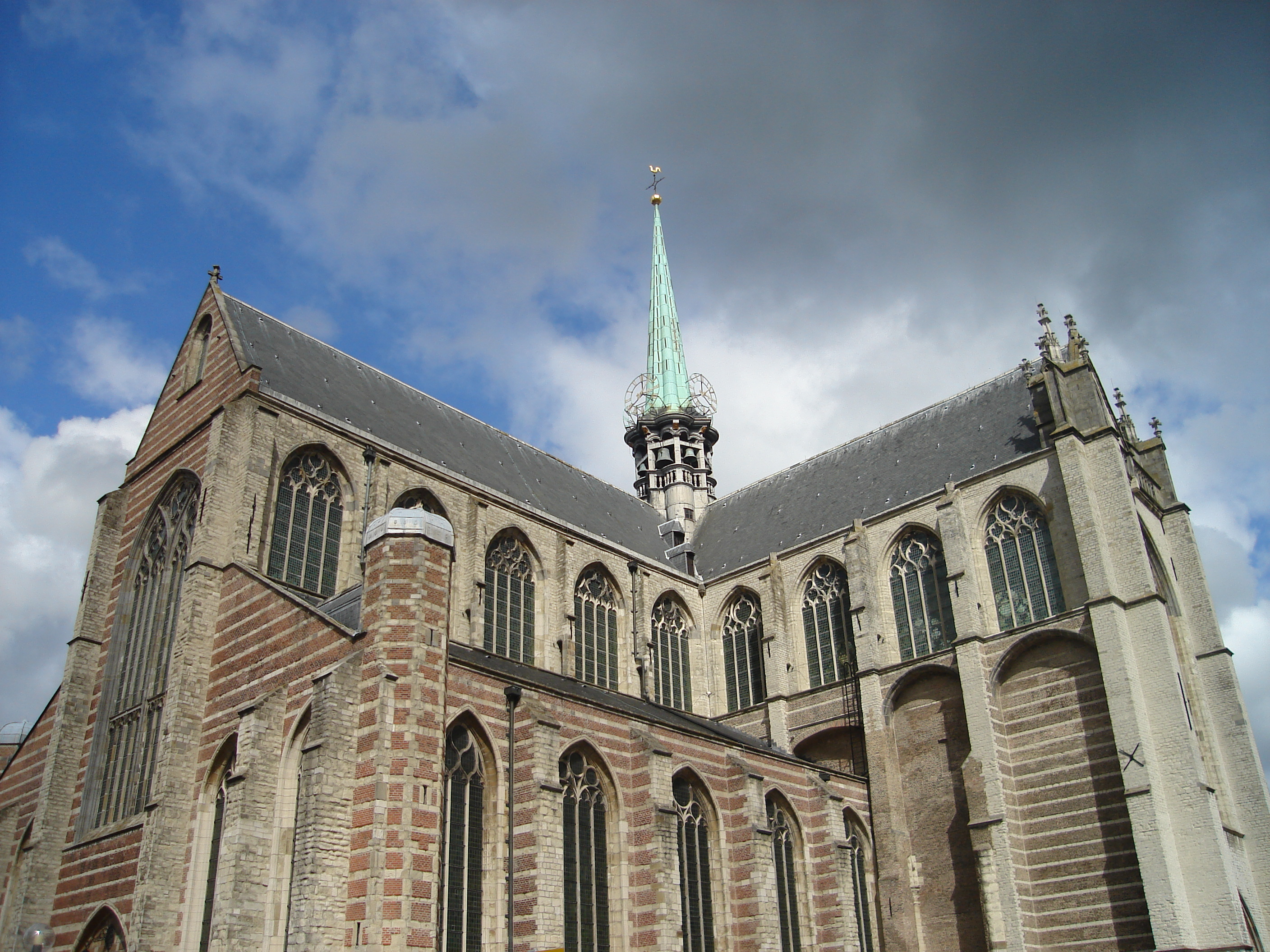
De Grote of Maria Magdalenakerk, waar Kousemaker van 1932 tot 1974 organist was.

Hij was zoon van broodbakker Jacobus Kousemaker en Adriana Koets. Broer Jan Pieter werd muziekonderwijzer. Hijzelf was getrouwd met Maria Gerarda Nieuwdorp, die hij ontmoette in een van de Zeeuwse koren en later ook leiding gaf aan het kerkkoor. Dochter Berna Kousemaker was sopraan en koorleidster.
Kousemaker studeerde orgel bij Cornelis de Wolf aan het Conservatorium van Amsterdam. Hij was van 1932 tot 1974, toen hij met pensioen ging, organist van de Grote of Maria Magdalenakerk in Goes. Hij gaf aanvankelijk privélessen, maar werd later directeur van de muziekscholen in Gorinchem en/of “Alblasserwaard en Vijfheerenlanden”. Onder zijn leerlingen en studenten bevinden zich organisten en componisten als Frans van Tilburg, Stoffel Gunst, Marieke Kok en Daan Manneke In 1942 richtte hij een eigen muziekuitgeverij Ars Nova op, die naast eigen werken ook werken van andere componisten publiceert. De uitgeverij was gespecialiseerd in eigentijdse kerkmuziek, maar hield in 1979 op te bestaan.
Hij was eveneens lange jaren dirigent van de Christelijke Oratorium Vereniging Goes, toen nog: Christelijk Gemengd Koor Goes geheten.
Kousemaker heeft als componist vooral orgel- en kerkmuziek geschreven. Hij is ook auteur van verschillende boeken. In 1972 werd hij tot ridder in de Orde van Oranje-Nassau benoemd. In 1982 ontving hij de cultuurprijs van de gemeente Goes.

## Composities

### Werken voor orkest
- 1930 De poel (verlatenheid), voor orkest
- 1940 Twee stukken, voor strijkorkest
  1. Larghetto
  2. Scherzo
- 1970 Israël-symfonie, voor sopraan, tenor en orkest
  1. Klacht (lamentation) Ps. 142: 2 en 3, Ps. 89: 50-52
  2. Gebed (prayer) Ps. 141: 1, 2, Ps. 123: 1-5
  3. Belofte van verlossing (promise of delivery) Ps. 130, 131, 138, 140, 102
  4. Toerusting (preparation) Ps. 144 en Ps. 83
  5. Verwachting en lofprijzing (expectation en praise) Ps. 130, 132, 135, 125, 118, 107 en 130
- 1970 Koning David-suite, voor orkest
- 1980 Passacaglia : U.S.C., voor orkest
- 1981 Symfonie nr. 2, voor orkest
- 1982 Walcheren-suite, voor orkest
- 1984 Symfonie nr. 3, voor orkest
- Kleine Wilhelmus-suite

### Werken voor harmonie- of fanfareorkest
- 1930 Hymne, voor harmonie- of fanfareorkest
  1. Hymne
  2. Oudejaar (uren, dagen, maanden jaren)
  3. Feest I-IV
- 1940 Partita over Psalm 100, voor fanfareorkest
- 1940-1941 Suite pastorale, voor harmonie- of fanfareorkest
- 1950 Preludium, koraal met variaties en fuga over psalm 133, voor harmonie- of fanfareorkest
- 1950 Rhapsodie over het volksliedje "'k Heb mijn wagen volgeladen", voor harmonie- of fanfareorkest
- 1951 Petite Suite (In oude Stijl), voor harmonie- of fanfareorkest
  1. Prelude
  2. Sarabande
  3. Air
  4. Gavotte
- 1965 Variaties over "Christus onze Heer verrees" gezang 61, voor harmonie- of fanfareorkest
- 1980 Thema met variaties, voor blaasorkest en pauken
- Dankt, dankt nu allen God
- Een naam is onze hope
- Wilt heden nu treden

### Missen en andere kerkmuziek
- 1930 Koraalboek der enige gezangen van de Gereformeerde Kerken (Nummers 30-59)
- 1937 Ere zij God, voor 3 trombones, gemengd koor en orgel
- 1937 Komt allen te samen, voor viool, solisten, gemengd koor en orgel
- 1938 Hymne, feesthymne voor 3 trombones en orgel
- 1938 Liturgie - complete kerkdienst, voor gemeente (samenzang), gemengd koor en orgel
- 1938 Psalm 150, voor gemengd koor met begeleiding van koperensemble en slagwerk
- 1950 3 kerstliederen, voor koor en strijkorkest
  1. Hoe leit dit kindeke
  2. Het was een maged - voor driestemmig vrouwenkoor
  3. Noël - voor gemengd koor
- 1950 Gezang 11: beurtzang, voor samenzang, gemengd koor en orgel - opgedragen aan F.P. van Westenbrugge
- 1950 Psalmen Blok - Psalm 3, 5, 9 en 13, voor gemengd koor, solisten en gemengd koor - tekst: A. Blok
- 1950 Vreugdepsalm : psalm 9 : 1, 2 en 11, voor gemengd koor
- 1955 Drie geestelijke liederen, voor sopraan en orgel - tekst: Geraert van Suijlesteijn
- 1958 Kerstmuziek '58, voor gemengd koor met kwartet, (dwarsfluit, hobo, klarinet en cello)
- 1960 Bekeer u, voor zangstem en orgel - tekst: Nellie van Kol
- 1960 Gezang 22 "Komt en laat ons Christus eeren", voor hobo, gemengd koor en orgel
- 1960 Jezus Heiland 'k ben tot U gekomen, voor solisten en gemengd koor - tekst: Willem Kerfhout
- 1960 Kindergebed om bewaring, voor zangstem en orgel
- 1960 Kom kom kom heilge Geest ..., voor gemengd koor
- 1960 Liederen op teksten van J.W. Schulte Nordholt, voor gemengd koor
  1. O waarlijk hoogste Majesteit
  2. Loof o Sion de bevrijder
  3. Hoort aan, gij die Gods kindren zijt
  4. O bron van liefde
  5. O diepe nacht
  6. Het licht van zondag
  7. Neem ter harte 't kruis des Heren
  8. Die geboren zijt uit beiden
  9. Nu de Heiland is geboren
  10. Laten wij de Heiland loven
- 8 koralen voor Trompet en Orgel - deel I (Ars Nova 311)
- 8 koralen voor Trompet en Orgel - deel II (Ars Nova 312)
- 8 koralen voor Trompet en Orgel - deel III (Ars Nova 523)
- 1960 Paaszang, voor vrouwenkoor
- 1960 Wat God beloofd heeft ; Komt allen aangestreden, voor gemengd koor en orkest
- 1963 Gezang 116 "Door de nacht van strijd en zorgen", voor zangstem(men), viool, hobo en orgel
- 1963 Introitus Ps. 67: 1-6, voor samenzang, unisonokoor en orgel
- 1963 Psalm 96, voor sopraan-solo, gemengd koor, trompet, pauken, bekkens en orgel
- 1964 Het lichaam van Christus in A majeur, voor zangstem en toetsinstrument - tekst: Willem Kerfhout
- 1964 Door de Jordaan, voor zangstem, 2 houtblazers en slagwerk - tekst: Willem Kerfhout
- 1964 Lofzang in Bes majeur, voor zangstem en toetsinstrument
- 1964 Pinksterzang in F majeur, voor zangstem en toetsinstrument - tekst: Joost van den Vondel
- 1964 Spraakverwarring in d mineur, voor zangstem en toetsinstrument - tekst: Willem Kerfhout
- 1965 De goede herder, beurtzang voor gemeente (samenzang), gemengd koor met orgelbegeleiding
- 1965 De nieuwe toekomst - Pinksterlied - Spraakverwarring, voor gemengd koor, 5 instrumenten en orgel
- 1967 Kleine partita over het paaslied "Daar juicht een toon" , voor trompet en orgel (Ars Nova 625)
- 1968 De dierbre Heiland is nabij, voor alt, blokfluit, kinderkoor en orgel
- 1968 Er ruist langs de wolken, voor zangstem, 3 blokfluiten en orgel
- 1968 Evangeliemotet over Joh. 1:14 "Het woord is vlees geworden", voor zangstem, gemeentezang, 5 instrumenten en orgel
- 1968 "'k Kies nu Uw weg Heer", voor alt en orgel
- 1968 Zalig alleen, Heer (is 't hart dat U mint), voor alt, gemengd koor en orgel
- 1970 Acht geestelijke liederen (1e serie), voor zang en begeleiding - tekst: Nellie van Kol
  1. Onze Vader
  2. Omdat
  3. Bekeer u
  4. Treed binnen Heer!
  5. Christus
  6. Met Hem gestorven
  7. Verhoring
  8. Ja ik volg u
- 1970 Gezang 265, voor gemengd koor a capella
- 1970 Jezus alleen 'k Heb geknield, voor gemengd koor en orgel
- 1970 Uit Psalm 33, voor sopraan solo, mannenkoor en orgel - tekst: A. Blok
- 1975 Want al wat uit God is geboren, 1 Joh. 5:4, voor gemengd koor
- 1978 Al die dagen - 23 bijbelse liederen, voor zangstem en toetsinstrument - tekst: Nelly Tazelaar-de Ruiter
- 1980 Klaaglied van het Joodse volk, voor mannenkoor
- 1980 Komt tot Mij, aria voor sopraan en orgel
- 1980 Nederland heeft Jezus nodig, voor gemengd koor
- 1980 Wees niet bevreesd o Israel, voor mannenkoor
- 1983 Gods plan (God heeft een plan voor u en mij, zijn plan dat is volmaakt), voor zangstem en orgel
- Motet: wie in mij gelooft ; Heilige Geest, voor dwarsfluit, hobo, cello, gemengd koor en orgel
- Op u; mijn heiland; blijf ik hopen (gz 7)
- Psalm 33, voor gemengd koor
- Psalm 98, voor gemengd koor
- Psalm 150, voor vierstemmig gemengd koor, gemeentezang en orgel
- Schetsen David suite
- Twee kerstliederen, voor gemengd koor
- Twee lijdensliederen, voor gemengd koor
  1. Waart gij daar
  2. Ben ik het; Heer?
- Uit hoogen hemel, voor gemengd koor (met een canon tussen sopraan en tenor)
- Wees getrouw tot in den dood (Openb. 2:10), motet voor gemengd koor

### Muziektheater

#### Toneelmuziek
- 1938 Muziek voor een openluchtspel, voor zangstem(men), strijkorkest en piano
  1. Bedrijf 1 Rei van visschers
  2. Ouverture
  3. Inleiding tot het 2e bedrijf
  4. Wilhelmus
  5. Marseillaise

### Vocale muziek

#### Oratoria
- 1975 David, oratorium voor solisten, gemengd koor en piano (onvoltooid)[5]

#### Cantates
- 1960 Jubileum cantate St. Nicolaas lyceum, voor gemengd koor en orkest
- Kerstcantate: De komst van den koning, voor spreekstem, vierstemmig kinderkoor en piano - tekst: A.A. Wildschut

#### Werken voor koor
- 1930 Hoort, voor gemengd koor a capella - tekst: Guido Gezelle
- 1935 David, voor mannenkoor a capella - tekst: Guido Gezelle
- 1935 Winterstilte, voor vijfstemmig gemengd koor a capella - tekst: Guido Gezelle
- 1936 Hoezee, de vlaggen uit!, voor gemengd koor - gecomponeerd ter gelegenheid van het aanstaande huwelijk van prinses Juliana met prins Bernhard
- 1940 Geuzenvendel, voor gemengd koor en orkest - tekst: Frederik Leonardus Hemkes
- 1960 4 Zeeuwse liederen, voor mannenkoor - tekst: Geraert van Suijlesteijn
  1. Ko van Joost (Ko van Joas)
  2. De Zierikzeese toren (De Zurriksease toten)
  3. Wiegeliedje 1944
  4. Een lied van Zeeland (Zealand)
- 1960 Het wordt steeds donkerder op aarde, voor solisten, gemengd koor en begeleiding - tekst: Willem Kerfhout
- 1960 Lied der hope, voor mannenkoor - tekst: Willem Kerfhout
- 1960 Morgengebed "Heer ik dank U voor de nacht, die mij rust en sterking bracht", voor gemengd koor
- 1965 Een nieuw lied - I (liederen voor samenzang en solozang), voor gemengd koor
- 1970 Stedelied van Goes: "Tussen West- en Oosterschelde, ligt ons fraai Zuid-Beveland", voor gemengd koor - tekst: van de componist
- 1980 Het graf is leeg, voor gemengd koor - tekst: Co 't Hart
- Kerstleis voor mannenkoor - tekst: Anton van Duinkerken, pseudoniem van Wilhelmus Johannes Maria Antonius Asselbergs
- Laat zang en spel, voor gemengd koor
- Lied van de Hongaarse galeigevangene, voor gemengd koor - tekst: Jan H. de Groot
- Twee Zuid-Afrikaanse volksliedjes, voor gemengd koor
- Zij komen van Oost en West, voor gemengd koor

#### Liederen
- 1960 Twee liederen voor de nozem, voor zangstem met begeleiding - opgedragen aan F.P. van Westenbrugge
- 1968 Stedelied van Gorkum, voor zangstem en piano - tekst: Mart H.W. de Weerd - opgedragen aan: L.R.J. Ridder van Rappard
- 1970 God is de liefde, voor alt en blokfluit

### Kamermuziek
- 1957 Hymne, voor viool en orgel
- 1957 Impromptu voor twee violen en orgel
- 1960 Chanson triste ; Blijde incomste, voor koperensemble
- 1970 Meditatie, voor strijkkwintet
- 1970 Thema met variaties, voor klarinet en orgel - opgedragen aan het echtpaar Van Eersel-Drost
- 1970 Suite in oude stijl, voor koperkwintet
- Variaties "Gloria in excelsis Deo", voor viool, hobo en orgel
- Variaties "Stille Nacht", voor hobo en orgel
- Vlissingen fantasie over een "De Ruyter" liedje

### Werken voor orgel
- 1930 Koraalboek der enige gezangen van de Gereformeerde Kerken (2), (Nummers 30-59) (Ars Nova 290)
- Twee Kerstpartita's (Ars Nova 28)
- 1934 Drie koraalvoorspelen
  1. Ev. gezang 7
  2. Ev. gezang 50
  3. Ev. gezang 199:1
- 1934 Vier koraalvoorspelen
  1. Voorspel Psalm 100
  2. Voorspel Ev. Gezang 36
  3. Phrygisch voorspel voor Psalm 26
  4. Voorspel Psalm 75:1
- Partita Psalm 23 (Ars Nova 84)
- Preludium over "Lof zij den Heer" (Ars Nova 144)
- 1936 Er ruist langs de wolken een lieflijke Naam
- 1939 Een in liefde tot den Heiland : bondslied meisjes....
- 1946-1948 Voorspelen voor de Psalmen
  1. Aflevering I, Psalm 1-20 (Ars Nova 41)
  2. Aflevering II, Psalm 21-40 (Ars Nova 42)
  3. Aflevering III, Psalm 41-60 (Ars Nova 43)
  4. Aflevering IV, Psalm 61-75 (Ars Nova 44)
  5. Aflevering V, Psalm 76-93 (Ars Nova 45)
  6. Aflevering VI, Psalm 94-107 (Ars Nova 46)
  7. Aflevering VII, Psalm 108-123 (Ars Nova 47)
  8. Aflevering VIII, Psalm 124-138 (Ars Nova 48a)
  9. Aflevering IX, Psalm 139-Gezang L (Ars Nova 48b)
- 1949 Eenvoudig koraalwerk - I. (Ars Nova 183)
  1. Psalm 65:2
  2. God is tegenwoordig (Gezang 265)
  3. Variaties over het kerstlied: Komt allen tezamen
- 1949 Eenvoudig koraalwerk - II. Kerstmuziek (Ars Nova 238)
  1. In dulci jubilo (variaties)
  2. Komt en laat ons Christus eren
- 1949 Inleidend orgelspel over "O hoofd, bedekt met wonden" (Ars Nova 180)
- 1950 16 koraalvoorspelen (2e serie)
- 1950 Partita psalm 91 en Orgelkoraal psalm 86:6 (Ars Nova 203)
- 1950 Sonate over Psalm 103 (Ars Nova 224)
- 1952 Eenvoudig koraalwerk - III. Voor lijdenstijd en pasen (Ars Nova 241)
  1. Als ik in gedachten sta
  2. Wees gegroet, gij eersteling der dagen
- 1953 Koraalboek der gezangen met voor- en naspelen in eenvoudige bewerking - Band 1. Gezang 1-46
- 1953 Koraalboek der gezangen met voor- en naspelen in eenvoudige bewerking - Band 2. Gezang 47-93
- 1953 Koraalboek der gezangen met voor- en naspelen in eenvoudige bewerking - Band 3. Gezang 94-135
- 1953 Koraalboek der gezangen met voor- en naspelen in eenvoudige bewerking - Band 4, Gezang 136-180a
- 1953 Koraalboek der gezangen met voor- en naspelen in eenvoudige bewerking - Band 5. Gezang 181-225
- 1953 Koraalboek der gezangen met voor- en naspelen in eenvoudige bewerking - Band 6. Gezang 226-306
- 1953 Partita over psalm 90 (Ars Nova 332)
- 1955 Eenvoudig koraalwerk - IV. (Ars Nova 337)
  - Psalm 95
  - Lof zij den Heer
- 1957 Partita Psalm 32 (Ars Nova 404)
- 1958 Eenvoudig koraalwerk - V. Muziek voor advent en Kerstmis (Ars Nova 409)
  1. Hoe zal ik U ontvangen
  2. Op U mijn Heiland blijf ik hopen
  3. Daar is uit 's werelds duist're wolken
- 1960 10 inventionen
- 1960 Variaties over Gezang 228 "Neem mijn leven laat het Heer"
- 1961 4 orgelkoralen voor de kersttijd (Ars Nova 482)
  1. Een roze fris ontloken
  2. Uit hoge hemel (Luther's cradle hymn)
  3. Nog juicht ons toe
  4. Komt en laat ons Christus eren (Quem pastores laudavere)
- 1961 Partita over "Verlosser vriend" (Ars Nova 492)
- 1964 Passie en Pasen (Ars Nova 554)
- 1964 Variaties en fuga over een avondlied (Ars Nova 556)
- ca. 1966 Prijs mijn ziel (Ars Nova 633)
- 1968 Kerstmuziek (Ars Nova 639)
  1. Psalm 98
  2. Meditatie en variatie over "Komt verwondert u hier mensen"
  3. Variaties over "Heiland Christus aller Heer"
- 1972 Koraalboek: psalmen - Aflevering I, Psalm 1-10 (Ars Nova 671)
- 1972 Koraalboek: psalmen - Aflevering II, Psalm 11-20 (Ars Nova 672)
- 1972 Koraalboek: psalmen - Aflevering III, Psalm 21-30 (Ars Nova 673)
- 1972 Koraalboek: psalmen - Aflevering IV, Psalm 31-40 (Ars Nova 674)
- 1972 Koraalboek: psalmen - Aflevering V, Psalm 41-50 (Ars Nova 675)
- 1972 Koraalboek: psalmen - Aflevering VI, Psalm 51-60 (Ars Nova 676)
- 1972 Koraalboek: psalmen - Aflevering VII, Psalm 61-70 (Ars Nova 677)
- 1972 Koraalboek: psalmen - Aflevering VIII, Psalm 71-80 (Ars Nova 678)
- 1972 Koraalboek: psalmen - Aflevering IX, Psalm 81-90 (Ars Nova 679)
- 1972 Koraalboek: psalmen - Aflevering X, Psalm 91-100 (Ars Nova 680)
- 1972 Koraalboek: psalmen - Aflevering XI, Psalm 101-110 (Ars Nova 681)
- 1973 Koraalboek: psalmen - Aflevering XII, Psalm 111-120 (Ars Nova 682)
- 1973 Koraalboek: psalmen - Aflevering XIII, Psalm 121-130 (Ars Nova 683)
- 1973 Koraalboek: psalmen - Aflevering XIV, Psalm 131-140 (Ars Nova 684)
- 1973 Koraalboek: psalmen - Aflevering XV, Psalm 141-150 (Ars Nova 685)
- 1973 Sonatine nr. 2
  1. Allegretto
  2. Cantilene
  3. Toccatine
- 1976 Fantaisie impromptu - Elegie - Final (caprice)
- 1976 Passacaglia, Intermezzo, Toccata
- 1980 Tien koraal partita's voor gebruik in de eredienst - tien psalmbewerkingen
- 24 koraalvoorspelen voor psalmen en gezangen in gebruik bij de Gereformeerde kerk
- Koraalboek voor de 119 gezangen voor de Gereformeerde Kerken, voor orgel (Ars Nova 630)
- Eenvoudige voorspelen voor de Gezangenbundel der Ned. Herv. kerk
  1. Aflevering I, Gezang 1 t.m. 31 (Ars Nova 1)
  2. Aflevering II, Gezang 32 t.m. 67 (Ars Nova 2)
  3. Aflevering III, Gezang 68 t.m. 94 (Ars Nova 3)
  4. Aflevering IV, Gezang 95 t.m. 131 (Ars Nova 4)
  5. Aflevering V, Gezang 132 t.m. 152 (Ars Nova 5)
  6. Aflevering VI, Gezang 153 t.m. 178 (Ars Nova 6)
  7. Aflevering VII, Gezang 179 t.m. 211 (Ars Nova 7)
  8. Aflevering VIII, Gezang 212 t.m. 244 (Ars Nova 8)
  9. Aflevering IX, Gezang 245 t.m. 273 (Ars Nova 9)
  10. Aflevering X, Gezang 274 t.m. 306 (Ars Nova 10)
- Eenvoudige voorspelen voor den nieuwen gezangenbundel der Ned. Herv. kerk
  1. Aflevering I, Advent en kersfeest
  2. Aflevering IV, Kerk en Koninkrijk Gods
  3. Aflevering V, Aanbidding
  4. Aflevering VI, Verootmoediging, verlossing
  5. Aflevering VII, Gemeenschap met God
  6. Aflevering VIII, Gemeenschap met God (II) en Eeuwig leven
  7. Aflevering IX, Doop, Avondmaal, Bevestiging van lidmaten, Huwelijk en gezin, Zondag, Kerkinwijding
  8. Aflevering X, Morgen, Middag, Avond, Natuur en jaargetijden, Oud- en Nieuwjaar, Vaderland
- Partita over Psalm 146
- Praeludium over "Lof zij den Heer"
- Twee partita's over kerstliederen
  1. In Bethlehem's stal
  2. Een roze, frisch ontloken
- Voorspelen voor de 102 gezangen der Ned. Herv. kerk (proefbundel) - Aflevering I, Gez. 1 t/m 20 (Ars Nova 651)
- Voorspelen voor de 102 gezangen der Ned. Herv. kerk (proefbundel) - Aflevering II, Gez. 21 t/m 40 (Ars Nova 652)
- Voorspelen voor de 102 gezangen der Ned. Herv. kerk (proefbundel) - Aflevering III, Gez. 41 t/m 60 (Ars Nova 653)
- Voorspelen voor de 102 gezangen der Ned. Herv. kerk (proefbundel) - Aflevering III, Gez. 61 t/m 81 (Ars Nova 654)
- Voorspelen voor de 102 gezangen der Ned. Herv. kerk (proefbundel) - Aflevering V, Gez. 82 t/m 102 (Ars Nova 655)
- Voorspelen bij het Liedboek voor de kerken - Deel 1: Gezang 1-21

### Werken voor piano
- 1929 Elegie

### Werken voor harmonium
- Bagatelles

### Werken voor beiaard
- 1960 Variaties en fughetta over "Toen Hertog Jan"
- Passacaglia, aria en fuga

## Publicaties
- samen met: J.H. Boerlijst Handboek voor de kerkorganist. Goes: Ars Nova, 1948. 304 p.
- Antwoorden op het vragenboekje - Het vragenboekje voor aanstaande organisten. Rotterdam: Joh. de Heer; Goes: Ars Nova, 1950. 66 p.
- Vragenboekje ten dienste van hen, die zich voorbereiden voor het examen "Getuigschrift kerkelijk orgelspel met pedaal" vanwege de Nederlandse organistenvereniging of een soortgelijk examen. Goes, 1955. 44 p.
- Theorie-koordirectie in vraag en antwoord : ten dienste van de aanstaande koordirigent. Goes : Ars Nova, 1965. 16 p.
- Leergang voor het harmoniumonderricht. Ars Nova, 1970. 16 p.
- Muzikale vorming, Zutphen: W.J. Thieme, 1974. 87 p., ISBN 978-9-0036-7261-2
- Vragenboekje voor aanstaande organisten. Joh. de Heer, 46 p.